# Grens
Grens es una comuna suiza del cantón de Vaud, situada en el distrito de Nyon. Limita al norte con las comunas de Gingins y Trélex, al este con Nyon y Signy-Avenex, al sur con Borex, y al oeste con Chéserex.
La comuna hizo parte hasta el 31 de diciembre de 2007 del círculo de Gingis.